# Cantonul Bayonne-3
Cantonul Bayonne-3 este un canton francez din departamentul Pyrénées-Atlantiques.

## Istorie
Un nou decupaj teritorial al departamentului Pyrénées-Atlantiques a intrat în vigoare în 2015. Acesta a fost definit prin decretul din 25 februarie 2014, în aplicarea legilor din 17 mai 2013 (legea organică 2013-402 și legea 2013-403).
Cantonul Bayonne-3 este format dintr-o parte a comunei Bayonne. Acesta este situat în întregime în arondismentul Bayonne, iar centrul cantonal se află în Bayonne.

## Compoziție
Cantonul Bayonne-3 cuprinde partea comunei Bayonne care nu este inclusă în cantoanele Bayonne-1 și Bayonne-2.

## Date demografice
În 2021, cantonul avea 26.322 locuitori, înregistrând o creștere de +4,8% față de 2015 (Pyrénées-Atlantiques: +3,43%, Franța fără Mayotte: +1,84%).